# Борщ Андрій Тимофійович
Борщ Андрій Тимофійович (серпень 1908, містечко Григоріополь, Тираспольський повіт, Херсонська губернія, нині Молдова — ?) — мовознавець-романіст. Кандидат філологічних наук (1947). Державна нагорода СРСР.

## Життєпис
Закінчив Молдовський педагогічний технікум (Балта, 1930), Ленінградський університет (1940). Учителював, був директором сільської школи (1931—1935). Працював в Інституті мовознавства АН УРСР: з 1942 — молодший науковий співробітник, з 1947 — науковий співробітник, з 1951 — старший науковий співробітник. З 1952 — старший науковий співробітник Інституту історії, мови і літератури Молдовського філіалу АН СРСР (Кишинів). Наукові дослідження стосуються питань граматики та лексики молдовської мови.

## Праці
- Молдавский орфографический словарь. С—Т. Кишинів, 1940 (співавт.);
- Как люди научились говорить // Сталин. племя. 1946, 21 авг.;
- Русско-румынский словарь // Ученые зап. Ин-та языковедения АН УССР. 1946. Т. 2—3;
- Происхождение языка // Молдова сочиалистэ. 1947, 23 мая;
- Новая молдавская орфография // Мовознавство. 1947. № 4—5;
- Молдавская орфография // Ученые зап. Молдав. НИИ. 1948;
- Молдавская лексикография. Кишинев, 1949;
- Основные жанры развития молдавской лексикографии и некоторые вопросы развития современного молдавского языка // Изв. АН СССР. 1951. № 4.